# García Sánchez III.
García Sánchez III. (također García od Nájere, iz španjolskog: García el de Nájera, studeni 1016. – 1. rujna 1054.) bio je kralj Navare od 1035. do 1054. godine. Bio je najstariji sin i nasljednik Sanča III. Velikog i Mayor, rođen u studenom 1016. te je naslijedio svoga oca na prijestolju Navare, postavši velmoža nad dvojicom svoje braće.
Godine 1037., njegov brat Ferdinand je zatražio Garcíjinu pomoć u borbi protiv svog šogora, Bermuda III. Leonskog, u bitci kod Tamaróna. Dva brata su porazila Bermuda, koji je umro u bitci, i Ferdinand je naslijedio León.
Pomaganjem Ferdinandu, García je dobio naklonost svoga brata i, u podjeli Kastilije, on je proširio Navaru do zaljeva Santander, uključivši cijelu Baskiju.
Uskoro se sukobio sa svojim bratom Ramirom kod Tafalle (1043.) i porazio ga, ali ova pobjeda je rezultirala neovisnošću Ramira.
García je bio jedan od kršćanskih kraljeva koji je uvelike profitirao od nastanka oslabljenih kraljevstava koja su nastala raspadom središnje kontrole kordopskog kalifata. 1045. je osvojio Calahorru.
Odnosi s Ferdinandom s vremenom su se "ukiselili" te je izbio rat između bratskih kraljevstva; García umire u bitci kod Atapuerca, 15. rujna 1054.

## Potomstvo
Oženio se godine 1038. Štefanijom i izrodili su osmero djece:
- Sančo IV. "El de Peñalén", kralj Navare
- Ramiro Garcés, knez Calahorre
- Ferdinand Garcés, knez Buceste
- Rajmond Garcés "bratoubojica" (Ramón el Fratricida), knez Murilla i Camerose
- Ermesinda Garcés, udana za Fortúna Sáncheza de Yarnoza
- Mayor Garcés
- Uraka Garcés (umrla 1108.), udana za kastilskog grofa Garcíju Ordóñeza
- Jimena

García je imao konkubinu prije nego što se oženio i ona mu je rodila sina, Sanča Garcésa.